# Croix de Feu

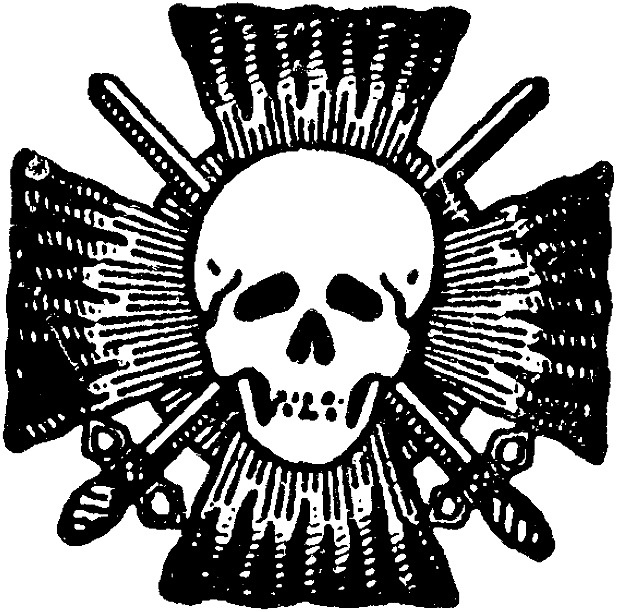
Symbol der Croix de feu

Die Croix de Feu (CdF; französisch; „Feuerkreuz“), im Deutschen auch Feuerkreuzler (im Plural) genannt, war eine rechtsextreme Organisation, auch „Liga“ genannt, in Frankreich, die zwischen 1927 und 1936 bestand. Nachdem sie durch die Volksfront-Regierung Léon Blums im Juni 1936 verboten wurde, gründeten ihre Anhänger im Monat darauf den Parti Social Français (PSF, „Französische Sozialpartei“) als Nachfolgeorganisation. Im Juli 1940, nach der Niederlage Frankreichs im Zweiten Weltkrieg, benannte sich die Partei in Progrès Social Français (PSF, „Französischer Sozialer Fortschritt“) um, wurde jedoch Anfang 1943 aufgelöst. Nach der Befreiung Frankreichs 1944 versuchten einige verbliebene Anhänger eine Neugründung als Parti Républicain Social de la Réconciliation Nationale („Republikanische Sozialpartei der Nationalen Versöhnung“), oder kurz Réconciliation Nationale (RN; „Nationale Versöhnung“), doch diese Partei verlor sich alsbald zwischen konservativen und gaullistischen Tendenzen der Vierten Republik.
Präsident der CdF war zu Beginn Maurice d’Hartoy, 1930 gefolgt von Maurice Genay. Seit 1931 stand Colonel François de La Rocque an der Spitze der Organisation, die unter ihm einen bedeutenden Aufschwung erlebte und sich von einer reinen Veteranenvereinigung zu einer paramilitärischen Massenbewegung mit einem verzweigten Netzwerk von Neben- und Unterorganisationen wandelte. La Rocque vollführte auch 1936 die Umwandlung in eine politische Partei (Parti social français, PSF) und blieb bis zu seiner Verhaftung durch die deutschen Besatzungsbehörden 1943 deren Führungsfigur. Die Gründung der Réconciliation Nationale im Jahr 1945 war ebenfalls auf La Rocques Initiative zurückzuführen, doch verstarb er Anfang 1946, was den Zerfall der Partei mit verursachte.

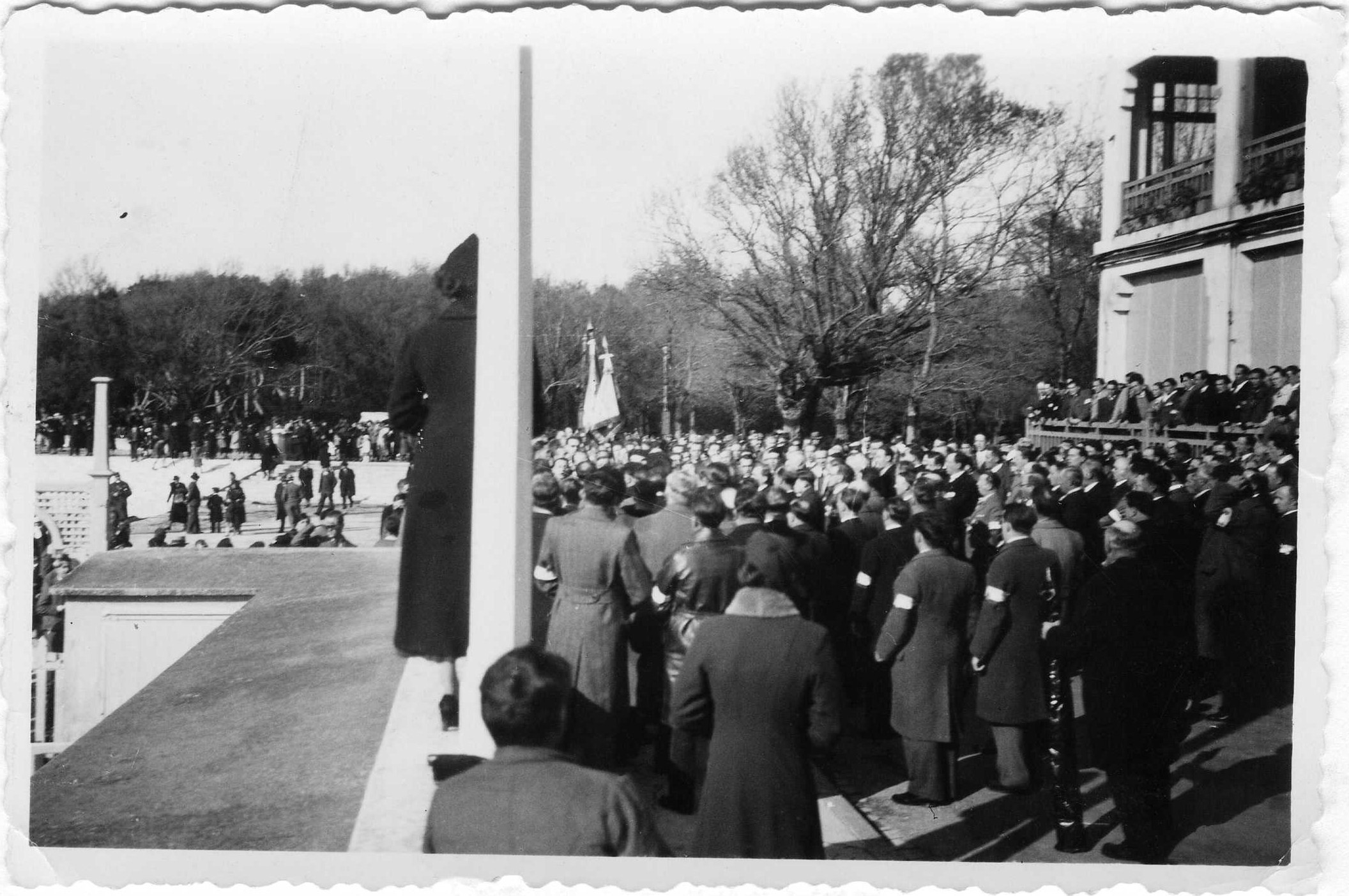
Kundgebung am 11. November 1935 in La Rochelle

## Geschichte

### Gründung und Etablierung 1927 bis 1934
Die Gründung der CdF erfolgte neun Jahre nach dem Ende des Ersten Weltkrieges, einem Zeitpunkt, der auf den ersten Blick ungewöhnlich erscheint, jedoch bei genauerem Hinsehen die von Beginn an politische Motivation der Organisation erkennen lässt. Unpolitische Veteranenorganisationen hatten sich unmittelbar nach Ende des Ersten Weltkrieges gebildet, so etwa die Union Nationale des Combattants (UNC; dt.: ‚Nationale Kämpferunion‘); die vorherrschende nationalistische Orientierung der Regierungen bis 1924 stimmte im Wesentlichen mit den Forderungen der Veteranen überein, so dass es keinen Bedarf einer Politisierung außerhalb des institutionellen Rahmens gab.
Mit dem Sieg der linksgerichteten Koalition Cartel des gauches (Kartell der Linken) 1924 änderte sich das innenpolitische Klima. Nationalistisch gesinnte Veteranen sammelten sich als Reaktion in den Ligen Le Faisceau – offen am italienischen Modell des frühen Faschismus orientiert – und den Jeunesses patriotes (Patriotische Jugend), um ihren Protest sichtbar auf die Straße zu tragen.
Dennoch wurde Ende der 1920er Jahre die Situation für viele Veteranen ungünstiger; die Annäherung Frankreichs an Deutschland und die Revision des Versailler Vertrags, wie auch eine zunehmende Tendenz zur Korruption in Regierungs- und Parlamentarierkreisen ließ die Errungenschaften des opferreichen Kampfes der Veteranen im Krieg gefährdet erscheinen. Es entstand daher die Idee, die Tapfersten unter ihnen, die Träger der Auszeichnung des Croix de guerre (Kriegskreuz) zu einer moralischen Gegenelite zur politischen Klasse der Dritten Republik zusammenzusuchen, um diesem angeblichen moralischen und politischen Verfall öffentlich entgegenzutreten.
Am 26. November 1927 ergriff der ehemalige Offizier Maurice d’Hartoy diese Initiative, unterstützt von dem Parfümeur und Großindustriellen François Coty, der zuvor schon die faschistische Partei Le Faisceau finanziert hatte und offen seine Sympathien für Benito Mussolini und die italienischen Faschisten propagierte. Anfänglich etwa 500 Veteranen traten der Association des combattants de l’avant et des blessés de guerre cités pour action d’éclat (Vereinigung der Frontkämpfer und Kriegsversehrten, ausgezeichnet für Bravourleistungen) bei, die sehr bald nur noch Croix de Feu genannt wurde.
Die weitere Entwicklung der Mitgliederzahlen ist unter Historikern im Detail umstritten, doch gibt es Übereinstimmung über die generelle Tendenz einer kontinuierlichen Zunahme bis Anfang 1934. Sean Kennedy, der sich auf unterschiedliche Quellen stützt, nennt für Januar 1930 die Zahl von 8.922 Mitgliedern, zumeist im Raum Groß-Paris organisiert. Eine Erweiterung der Mitgliedschaft über den Kreis der Croix de Guerre-Träger hinaus war 1929 mit der Gründung der Nebenorganisation der Briscards erfolgt, in der all diejenigen Mitglied werden konnten, die mindestens ein halbes Jahr Fronteinsatz vorweisen konnten, auch ohne das Croix de Guerre erhalten zu haben. Bis zum Januar 1931 wuchs die Mitgliedschaft weiter auf 16.240 an und ein Jahr später waren es 22.644 (nach Kennedy), womit die Croix de Feu zu jenem Zeitpunkt bereits die mitgliederstärkste Liga war, wenngleich diese insgesamt wenig Zulauf erhielten. Im November 1937 kursierte in Deutschland die Zahl von „angeblich 700.000 Mitgliedern“.
Ende 1929 hatten die Croix de Feu – die dank der Unterstützung Cotys die Räumlichkeiten des Le Figaro als Operationsbüro nutzen konnten – ein eigenes Presseorgan erhalten, Le Flambeau; die Zeitung erschien zunächst monatlich, später wöchentlich und diente als internes Propaganda- und Kommunikationsinstrument. Versammlungen, Aufmärsche, zum Teil als nächtliche Fackelzüge, Informationen über Aktionen des politischen Gegners, insbesondere der Kommunisten, sowie Elemente einer eigenen Programmatik wurden den Mitgliedern auf den Seiten des Flambeau vermittelt.
Die Croix de Feu wurden auch vom Elektromagnaten Ernest Mercier gefördert.

### Aufstieg zur Massenbewegung 1934 bis 1936
Der 6. Februar 1934 markiert den wesentlichen Wendepunkt in der Geschichte der Croix de Feu: Bei schweren Unruhen zwischen rechtsextremen antiparlamentarischen Gruppierungen und der Polizei wurde beinahe das Palais Bourbon gestürmt, der Sitz der Abgeordnetenkammer, die gerade tagte. Dass dies nicht gelang, wird auf die von De La Rocque befohlene Zurückhaltung der Croix de Feu zurückgeführt. Der entschiedene Einsatz der Polizei forderte 15 Tote und etwa 2000 Verletzte.
Ängste vor einem faschistischen Staatsstreich halfen, die Spaltung der Linken zu überwinden und führten im März 1936 zur Wiedervereinigung der beiden Gewerkschaften CGT und CGTU (die sich 1921 gespalten hatten).
Nach dem Sieg des Front Populaire aus Sozialisten und Kommunisten bei den Wahlen im Mai 1936 war eine der ersten Amtshandlungen der neuen Regierung Léon Blum das Verbot aller rechtsextremen Ligen. Damit waren auch die Croix de Feu gezwungen sich aufzulösen, wenngleich sie gehofft hatten, dem durch die organisatorische Umgestaltung hin zum Mouvement Social Français (Soziale Bewegung Frankreichs) entgehen zu können. Allerdings schien die Bewegung für den Fall eines Verbots bestens vorbereitet; Pläne für eine rasche Neugründung in Form einer politischen Partei lagen bereits vor und wurden nun in kürzester Zeit in die Tat umgesetzt. Seit Juli 1936 existierte mit dem Parti Social Français (PSF) die Nachfolgeorganisation der Croix de Feu.